# Radislav Krstić
Radislav Krstić (Vlasenica, 15. veljače 1948.) je bivši general Vojske Republike Srpske. Osuđen je za genocid u Srebrenici pred Međunarodnim sudom za bivšu Jugoslaviju.

## Životopis
Pohađao je osnovnu i srednju školu u Han Pijesku. Dodijeljen je sarajevskom garnizonu od 1972. do 1981. godine, gdje je pohađao vojnu školu. 1983. godine poslan je u mali gradić Negotin, uz granicu Srbije s Bugarskom i Rumunjskom. 1986. godine, poslan je u Prištinu radi treniranja časnika i vojnih jedinica Prištinskog korpusa. Nakon nemira na Kosovu, postao je načelnik stožera. 
1992. godine vratio se s obitelji u Bosnu. Izbijanjem rata, priključio se Vojsci Republike Srspske gdje je odmah zauzeo poziciju potporučnika. Vodio je ofenzive na Vlasenicu i Kladanj. 1994. godine izgubio je nogu kada je stao na minu te dobio protezu, ali se je nakon par mjeseci vratio natrag na dužnost te sudjelovao u kampanji na Srebrenicu.

## Presuda
2. studenoga 1998. godine, Međunarodni sud za ratne zločine počinjene na području bivše Jugoslavije (ICTY) podigao je optužnicu protiv njega za njegovu ulogu u genocidu u Srebrenici. SFOR ga je uhitio 2. prosinca iste godine, te je idući dan prebačen u Haag. Četiri dana kasnije, pojavio se pred komorom i očitovao o optužnici: izjavio je da "nije kriv" po svim točkama optužbe. 2. kolovoza 2001. godine, ICTY je donio presudu prema kojoj je Krstić 12. srpnja sudjelovao na sjednici koju je vodio Ratko Mladić na kojoj se odlučivalo o sudbini Bošnjaka u Srebrenici. 13. srpnja, Mladić je Krstića proglasio zapovjednikom Drinskog korpusa. Nabavio je autobuse za prisilnu deportaciju Bošnjaka. Iako nema dokaza da je bio na licu mjesta gdje su se vršile egzekucije, kao zapovjednik je morao znati za plan za smaknuće svih vojno sposobnih bošnjačkih muškaraca te za sudjelovanje korpusa u masovnim ubojstvima, no nije nikoga kaznio za te zločine. Također je naredio vojnicima brigade Bratunac da pomognu u smaknućima u Branjevu i Pilica Dom. Istodobno, pripremao je ofenzivu na Žepu.
Sudac je u presudi u kolovozu 2001. godine izjavio da je Krstić kriv za "ubojstvo tisuća bošnjačkih muslimana između 10. i 19. srpnja 1995. godine, bez obzira da li su smaknuća bila sporadična ili planirana u obliku masovnih ubojstava". Proglašen je krivim za genocid, istrebljenje, ubojstvo i progon te osuđen na 46 godina zatvora. Bila je to prva Haaška presuda za genocid za rat u Bosni te dotad najveća zatvorska kazna dodijeljena nekom optuženiku. Krstić je bio prvi Europljanin osuđen za genocid od nekog međunarodnog suda nakon Nürnberškog procesa.
Nakon podignute žalbe 15. kolovoza 2001. godine, kazna mu je smanjena na 35 godina a presuda je preimenovana u "sudjelovanje i pomaganje u genocidu". Prebačen je u Veliku Britaniju na služenje kazne. U svibnju 2010. godine, tamo je pretučen u tjelesnom obračunu s drugim zatvorenicima. Prema informacijama, Krstića su napala trojica zatvorenika jer je bio bahat i 'glumio generala'. Završio je u bolnici, no njegovo stanje nije bilo kritično.

## Poveznice
- Vujadin Popović
- Ljubiša Beara

## Vanjske poveznice
- (engl.) Izvještaj o presudi Međunarodnog suda